# La Bassée
La Bassée là một xã ở tỉnh Nord trong vùng Hauts-de-France, Pháp.